# Headland (Alabama)
Headland es una ciudad ubicada en el condado de Henry en el estado estadounidense de Alabama. En el censo de 2000, su población era de 3523.

## Demografía
En el 2000 la renta per cápita promedia del hogar era de $34,388, y el ingreso promedio para una familia era de $42,150. El ingreso per cápita para la localidad era de $17,069. Los hombres tenían un ingreso per cápita de $33,500 contra $20,165 para las mujeres.

## Geografía
Headland se encuentra ubicada en las coordenadas 31°21′12″N 85°20′23″O / 31.35333, -85.33972 (31.353410, -85.339793).
Según la Oficina del Censo de los EE. UU., la ciudad tiene un área total de 16.04 millas cuadradas (41.55 km²).